# Grand Prix Júnior de Patinação Artística no Gelo na República Tcheca
O Grand Prix Júnior de Patinação Artística no Gelo na República Tcheca (muitas vezes intitulado: Czech Skate) é uma competição internacional de patinação artística no gelo de nível júnior. A competição é organizada pela União Internacional de Patinação (ISU), e disputada no outono, em alguns anos, como parte do Grand Prix Júnior de Patinação Artística no Gelo.

## Edições
| Ano        | Edição               | Cidade sede          | Júnior               | Júnior               | Júnior               | Júnior               | Ref                  |
| Ano        | Edição               | Cidade sede          | M                    | F                    | P                    | D                    | Ref                  |
| ---------- | -------------------- | -------------------- | -------------------- | -------------------- | -------------------- | -------------------- | -------------------- |
| 1999       | 1.ª                  | Ostrava              | •                    | •                    | •                    | •                    | [ 1 ]                |
| 2000       | 2.ª                  | Ostrava              | •                    | •                    | •                    | •                    | [ 2 ] [ 3 ]          |
| 2001       | 3.ª                  | Ostrava              | •                    | •                    | •                    | •                    | [ 4 ]                |
| 2002       | Não houve competição | Não houve competição | Não houve competição | Não houve competição | Não houve competição | Não houve competição | Não houve competição |
| 2003       | 4.ª                  | Ostrava              | •                    | •                    | •                    | •                    | [ 5 ]                |
| 2004       | Não houve competição | Não houve competição | Não houve competição | Não houve competição | Não houve competição | Não houve competição | Não houve competição |
| 2005       | Final                | Ostrava              | •                    | •                    | •                    | •                    | [ 6 ]                |
| 2006       | 5.ª                  | Liberec              | •                    | •                    | •                    | •                    | [ 7 ]                |
| 2007       | Não houve competição | Não houve competição | Não houve competição | Não houve competição | Não houve competição | Não houve competição | Não houve competição |
| 2008       | 6.ª                  | Ostrava              | •                    | •                    | •                    | •                    | [ 8 ]                |
| 2009       | Não houve competição | Não houve competição | Não houve competição | Não houve competição | Não houve competição | Não houve competição | Não houve competição |
| 2010       | 7.ª                  | Ostrava              | •                    | •                    | •                    | •                    | [ 9 ]                |
| 2011– 2012 | Não houve competição | Não houve competição | Não houve competição | Não houve competição | Não houve competição | Não houve competição | Não houve competição |
| 2013       | 8.ª                  | Ostrava              | •                    | •                    | •                    | •                    | [ 10 ]               |
| 2014       | 9.ª                  | Ostrava              | •                    | •                    | •                    | •                    | [ 11 ]               |
| 2015       | Não houve competição | Não houve competição | Não houve competição | Não houve competição | Não houve competição | Não houve competição | Não houve competição |
| 2016       | 10.ª                 | Ostrava              | •                    | •                    | •                    | •                    | [ 12 ]               |
| 2015       | Não houve competição | Não houve competição | Não houve competição | Não houve competição | Não houve competição | Não houve competição | Não houve competição |
| 2018       | 11.ª                 | Ostrava              | •                    | •                    | •                    | •                    | [ 13 ]               |

Legenda
- Final do Grand Prix ISU Júnior

## Lista de medalhistas

### Individual masculino
| Evento                  | Ouro                               | Prata                              | Bronze                          |
| Ostrava 1999 (detalhes) | Fedor Andreev · Canadá             | Lukáš Rakowski · República Tcheca  | Valery Medvedev · Rússia        |
| Ostrava 2000 (detalhes) | Parker Pennington · Estados Unidos | Sergei Dobrin · Rússia             | Nicholas Young · Canadá         |
| Ostrava 2001 (detalhes) | Andrei Griazev · Rússia            | Kevin van der Perren · Bélgica     | Damien Djordjevic · França      |
| 2002                    | Não houve competição               | Não houve competição               | Não houve competição            |
| Ostrava 2003 (detalhes) | Tomáš Verner · República Tcheca    | Sergei Dobrin · Rússia             | Alexander Uspenski · Rússia     |
| 2004                    | Não houve competição               | Não houve competição               | Não houve competição            |
| Ostrava 2005 (detalhes) | Takahiko Kozuka · Japão            | Austin Kanallakan · Estados Unidos | Geoffry Varner · Estados Unidos |
| Liberec 2006 (detalhes) | Tommy Steenberg · Estados Unidos   | Tatsuki Machida · Japão            | Pavel Kaška · República Tcheca  |
| 2007                    | Não houve competição               | Não houve competição               | Não houve competição            |
| Ostrava 2008 (detalhes) | Alexander Johnson · Estados Unidos | Ivan Bariev · Rússia               | Akio Sasaki · Japão             |
| 2009                    | Não houve competição               | Não houve competição               | Não houve competição            |
| Ostrava 2010 (detalhes) | Yan Han · China                    | Artur Dmitriev Jr · Rússia         | Alexander Majorov · Suécia      |
| Ostrava 2013 (detalhes) | Keiji Tanaka · Japão               | Alexander Petrov · Rússia          | Moris Kvitelashvili · Rússia    |
| Ostrava 2014 (detalhes) | Roman Sadovsky · Canadá            | Alexander Samarin · Rússia         | Sei Kawahara · Japão            |
| 2015                    | Não houve competição               | Não houve competição               | Não houve competição            |
| Ostrava 2016 (detalhes) | Dmitri Aliev · Rússia              | Alexei Krasnozhon · Estados Unidos | Roman Savosin · Rússia          |
| 2017                    | Não houve competição               | Não houve competição               | Não houve competição            |
| Ostrava 2018 (detalhes) | Andrei Mozalev · Rússia            | Camden Pulkinen · Estados Unidos   | Joseph Phan · Canadá            |

### Individual feminino
| Evento                  | Ouro                              | Prata                           | Bronze                       |
| Ostrava 1999 (detalhes) | Marianne Dubuc · Canadá           | Elizabeth Kwon · Estados Unidos | Utako Wakamatsu · Japão      |
| Ostrava 2000 (detalhes) | Sarah Meier · Suíça               | Tamara Dorofejev · Hungria      | Ye Bin Mok · Estados Unidos  |
| Ostrava 2001 (detalhes) | Miki Ando · Japão                 | Tatiana Basova · Rússia         | Akiko Suzuki · Japão         |
| 2002                    | Não houve competição              | Não houve competição            | Não houve competição         |
| Ostrava 2003 (detalhes) | Lucie Krausová · República Tcheca | Olga Naidenova · Rússia         | Akiko Kitamura · Japão       |
| 2004                    | Não houve competição              | Não houve competição            | Não houve competição         |
| Ostrava 2005 (detalhes) | Kim Yuna · Coreia do Sul          | Aki Sawada · Japão              | Xu Binshu · China            |
| Liberec 2006 (detalhes) | Megan Oster · Estados Unidos      | Svetlana Issakova · Estônia     | Jelena Glebova · Estônia     |
| 2007                    | Não houve competição              | Não houve competição            | Não houve competição         |
| Ostrava 2008 (detalhes) | Yukiko Fujisawa · Japão           | Angela Maxwell · Estados Unidos | Stefania Berton · Itália     |
| 2009                    | Não houve competição              | Não houve competição            | Não houve competição         |
| Ostrava 2010 (detalhes) | Vanessa Lam · Estados Unidos      | Risa Shoji · Japão              | Polina Shelepen · Rússia     |
| 2011–2012               | Não houve competição              | Não houve competição            | Não houve competição         |
| Ostrava 2013 (detalhes) | Alexandra Proklova · Rússia       | Maria Sotskova · Rússia         | Amber Glenn · Estados Unidos |
| Ostrava 2014 (detalhes) | Evgenia Medvedeva · Rússia        | Wakaba Higuchi · Japão          | Karen Chen · Estados Unidos  |
| 2015                    | Não houve competição              | Não houve competição            | Não houve competição         |
| Ostrava 2016 (detalhes) | Anastasiia Gubanova · Rússia      | Rika Kihira · Japão             | Alisa Lozko · Rússia         |
| 2017                    | Não houve competição              | Não houve competição            | Não houve competição         |
| Ostrava 2018 (detalhes) | Alena Kostornaia · Rússia         | Kim Ye-lim · Coreia do Sul      | Viktoria Vasilieva · Rússia  |

### Duplas
| Evento                  | Ouro                                                   | Prata                                                 | Bronze                                            |
| Ostrava 1999 (detalhes) | Julia Shapiro · Alexei Sokolov · Rússia                | Larisa Spielberg · Craig Joeright · Estados Unidos    | Megan Sierk · Dustin Sierk · Estados Unidos       |
| Ostrava 2000 (detalhes) | Sima Ganaba · Amir Ganaba · Estados Unidos             | Diana Rišková · Vladimir Futáš · Eslováquia           | Alena Maltseva · Oleg Popov · Rússia              |
| Ostrava 2001 (detalhes) | Maria Mukhortova · Pavel Lebedev · Rússia              | Anastasia Kuzmina · Stanislav Evdokimov · Rússia      | Tatiana Volosozhar · Petr Kharchenko · Ucrânia    |
| 2002                    | Não houve competição                                   | Não houve competição                                  | Não houve competição                              |
| Ostrava 2003 (detalhes) | Maria Mukhortova · Maxim Trankov · Rússia              | Tatiana Volosozhar · Petr Kharchenko · Ucrânia        | Arina Ushakova · Alexander Popov · Rússia         |
| 2004                    | Não houve competição                                   | Não houve competição                                  | Não houve competição                              |
| Ostrava 2005 (detalhes) | Valeria Simakova · Anton Tokarev · Rússia              | Julia Vlassov · Drew Meekins · Estados Unidos         | Mariel Miller · Rockne Brubaker · Estados Unidos  |
| Liberec 2006 (detalhes) | Ksenia Krasilnikova · Konstantin Bezmaternikh · Rússia | Kendra Moyle · Andy Seitz · Estados Unidos            | Bridget Namiotka · John Coughlin · Estados Unidos |
| 2007                    | Não houve competição                                   | Não houve competição                                  | Não houve competição                              |
| Ostrava 2008 (detalhes) | Lubov Iliushechkina · Nodari Maisuradze · Rússia       | Sabina Imaikina · Andrei Novoselov · Rússia           | Ksenia Ozerova · Alexander Enbert · Rússia        |
| 2009                    | Não houve competição                                   | Não houve competição                                  | Não houve competição                              |
| Ostrava 2010 (detalhes) | Yu Xiaoyu · Jin Yang · China                           | Ashley Cain · Joshua Reagan · Estados Unidos          | Natasha Purich · Raymond Schultz · Canadá         |
| 2011–2012               | Não houve competição                                   | Não houve competição                                  | Não houve competição                              |
| Ostrava 2013 (detalhes) | Lina Fedorova · Maxim Miroshkin · Rússia               | Arina Cherniavskaia · Antonio Souza-Kordeyru · Rússia | Kamilla Gainetdinova · Ivan Bich · Rússia         |
| Ostrava 2014 (detalhes) | Julianne Séguin · Charlie Bilodeau · Canadá            | Lina Fedorova · Maxim Miroshkin · Rússia              | Kamilla Gainetdinova · Sergei Alexeev · Rússia    |
| 2015                    | Não houve competição                                   | Não houve competição                                  | Não houve competição                              |
| Ostrava 2016 (detalhes) | Anna Dušková · Martin Bidař · República Tcheca         | Amina Atakhanova · Ilia Spiridonov · Rússia           | Chelsea Liu · Brian Johnson · Estados Unidos      |
| 2017                    | Não houve competição                                   | Não houve competição                                  | Não houve competição                              |
| Ostrava 2018 (detalhes) | Kseniia Akhanteva · Valerii Kolesov · Rússia           | Polina Kostiukovich · Dmitrii Ialin · Rússia          | Sarah Feng · TJ Nyman · Estados Unidos            |

### Dança no gelo
| Evento                  | Ouro                                                 | Prata                                                | Bronze                                               |
| Ostrava 1999 (detalhes) | Kristina Kobaladze · Oleg Voiko · Ucrânia            | Julia Golovina · Denis Egorov · Rússia               | Lucie Kadlčáková · Hynek Bílek · República Tcheca    |
| Ostrava 2000 (detalhes) | Elena Khaliavina · Maxim Shabalin · Rússia           | Viktoria Polzykina · Alexander Shakalov · Ucrânia    | Lucie Kadlčáková · Hynek Bílek · República Tcheca    |
| Ostrava 2001 (detalhes) | Julia Golovina · Oleg Voiko · Ucrânia                | Oksana Domnina · Maxim Bolotin · Rússia              | Amandine Borsi · Fabrice Blondel · França            |
| 2002                    | Não houve competição                                 | Não houve competição                                 | Não houve competição                                 |
| Ostrava 2003 (detalhes) | Anna Zadorozhniuk · Sergei Verbillo · Ucrânia        | Olga Orlova · Maxim Bolotin · Rússia                 | Petra Pachlová · Petr Knoth · República Tcheca       |
| 2004                    | Não houve competição                                 | Não houve competição                                 | Não houve competição                                 |
| Ostrava 2005 (detalhes) | Tessa Virtue · Scott Moir · Canadá                   | Meryl Davis · Charlie White · Estados Unidos         | Anna Cappellini · Luca Lanotte · Itália              |
| Liberec 2006 (detalhes) | Julia Zlobina · Alexei Sitnikov · Rússia             | Camilla Spelta · Marco Garavaglia · Itália           | Kaitlyn Weaver · Andrew Poje · Canadá                |
| 2007                    | Não houve competição                                 | Não houve competição                                 | Não houve competição                                 |
| Ostrava 2008 (detalhes) | Piper Gilles · Zachary Donohue · Estados Unidos      | Marina Antipova · Artem Kudashev · Rússia            | Karen Routhier · Eric Saucke-Lacelle · Canadá        |
| 2009                    | Não houve competição                                 | Não houve competição                                 | Não houve competição                                 |
| Ostrava 2010 (detalhes) | Ekaterina Pushkash · Jonathan Guerreiro · Rússia     | Tiffany Zahorski · Alexis Miart · França             | Anastasia Galyeta · Alexei Shumski · Ucrânia         |
| 2011–2012               | Não houve competição                                 | Não houve competição                                 | Não houve competição                                 |
| Ostrava 2013 (detalhes) | Betina Popova · Yuri Vlasenko · Rússia               | Rachel Parsons · Michael Parsons · Estados Unidos    | Madeline Edwards · Zhao Kai Pang · Canadá            |
| Ostrava 2014 (detalhes) | Mackenzie Bent · Garrett MacKeen · Canadá            | Betina Popova · Yuri Vlasenko · Rússia               | Lorraine McNamara · Quinn Carpenter · Estados Unidos |
| 2015                    | Não houve competição                                 | Não houve competição                                 | Não houve competição                                 |
| Ostrava 2016 (detalhes) | Lorraine McNamara · Quinn Carpenter · Estados Unidos | Nicole Kuzmich · Alexandr Sinicyn · República Tcheca | Arina Ushakova · Maxim Nekrasov · Rússia             |
| 2017                    | Não houve competição                                 | Não houve competição                                 | Não houve competição                                 |
| Ostrava 2018 (detalhes) | Elizaveta Khudaiberdieva · Nikita Nazarov · Rússia   | Maria Kazakova · Georgy Reviya · Geórgia             | Diana Davis · Gleb Smolkin · Rússia                  |